# Thongchai Jaidee
Thongchai Jaidee (Lop Buri, 8 november 1969) is een golfprofessional uit Thailand. Hij werd in april 2010 de eerste speler die op de Aziatische PGA Tour meer dan US$ 4.000.000 verdiende.

## Amateur

### Gewonnen
- 1998: Singapore Amateur Kampioenschap, Thailand Amateur Kampioenschap
- 1995: Pakistan Amateur Kampioenschap

### Teams
- Putra Cup: 1997 (winnaar individueel), 1998 (winnaars, ook individueel)
- South East Asian Games: 1995

## Professional
Thongchai Jaidee (Thai ธงชัย ใจดี) speelt op de Europese en Aziatische PGA Tour. Hij is de meeste succesvolle speler met de meeste overwinningen op de Aziatische Tour.
Thongchai is een laatbloeier. Hij was zestien toen hij met golf begon, maar hij werd eerst paratrooper in het Koninklijke Thaise leger. Hij was bijna dertig toen hij professional werd.
Twee jaar later won hij de Aziatische Order of Merit en in 2004 weer. In 2001 speelde hij het US Open en haalde de cut.
Hij is de eerste Aziaat die een toernooi won op de Europese Tour, toen hij in februari 2004 het Carlsberg Malaysian Open op zijn naam schreef. Dat toernooi telt ook mee op de Aziatische Tour. Als extra bonus kreeg hij van de Thaise overheid een diplomatiek paspoort. In 2005 won hij het toernooi opnieuw.
In 2006 werd hij uitgenodigd voor de Masters. Hij was de tweede Thai die op de Masters speelde, na Sukree Onsham (1970 en 1971), en hij is de eerste Thai die nu de vier Majors heeft gespeeld.
In 2006 won hij de Volvo Masters of Asia en kwam in de top 75 van de wereldranglijst. Op de Europese Order of Merit is zijn hoogste plaats nummer 37 geweest in 2006.
Thongchai speelde in 2009 op het KLM Open op de Kennemer.

### Gewonnen

#### Nationaal
- 2000: Singha Bangkok Open (Thailand)
- 2001: Singha Bangkok Open (Thailand)

#### Aziatische Tour
- 2000: Kolon Cup Korean Open
- 2001: Wills Indian Open
- 2002: Myanmar Open
- 2003: Volvo Masters of Asia
- 2004: Myanmar Open, Carlsberg Malaysian Open (telt ook voor de Europese Tour)
- 2005: Carlsberg Malaysian Open (telt ook voor de Europese Tour)
- 2006: Volvo Masters of Asia
- 2008: Hana Bank Vietnam Masters, Johnnie Walker Cambodian Open
- 2009: Enjoy Jakarta Indonesia Open, Ballantine's Championship (beiden tellen ook voor de Europese Tour)
- 2010: Johnnie Walker Cambodian Open

#### Europese Tour
- 2004: Carlsberg Malaysian Open (telt ook voor de Aziatische Tour)
- 2005: Carlsberg Malaysian Open (telt ook voor de Aziatische Tour)
- 2009:  Enjoy Jakarta Indonesian Open, Ballantine's Championship (beiden tellen ook voor de Aziatische Tour)
- 2012: ISPS Handa Wales Open
- 2014: Nordea Masters
- 2015: European Open

### Teams
- Dynasty Cup: 2003 (winnaars), 2005 (winnaars)
- The Royal Trophy: 2006, 2007, 2009 (winnaars)
- World Cup: 2009, 2011
- EurAsia Cup: 2014 (playing captain)

Thongchai Jaidee is getrouwd en heeft twee kinderen.